# Rumble in the Jungle
Der Rumble in the Jungle (englisch für „Schlägerei im Dschungel“) war ein Boxkampf am 30. Oktober 1974 in Kinshasa (Zaire, heute Demokratische Republik Kongo) morgens um 3 Uhr Ortszeit zwischen den US-amerikanischen Schwergewichtsboxern George Foreman und Muhammad Ali. Ali siegte in der 8. Runde durch K. o. und wurde damit erneut unumstrittener Boxweltmeister, sieben Jahre nachdem ihm der NYSAC- und der WBA-Weltmeistertitel aus politischen Gründen aberkannt worden waren.

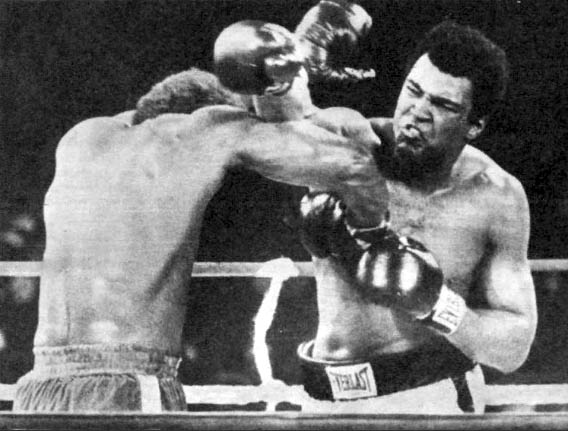
Muhammad Ali schlägt George Forman

Der Kampf vor 100.000 teils frenetischen Zuschauern gilt für viele als der „größte Boxkampf aller Zeiten“. Das gesamte Ereignis war für das Selbstwertgefühl der Bevölkerung Afrikas von ungeheurer Bedeutung, da bis zu diesem Zeitpunkt noch keine ähnlich bedeutenden sportlichen Großereignisse auf dem afrikanischen Kontinent stattgefunden hatten.

## Vorgeschichte

### Organisation und Finanzierung
Als Austragungsort war von Box-Promoter Don King, der den Kampf organisierte, das Stade du 20 Mai in Kinshasa in Zaire gewählt worden. Tragendes Motiv für die Austragung des Kampfes in Zaire war, dass die daraus fließenden Einnahmen nach damaliger DBA-Rechtslage zwischen den Vereinigten Staaten und Zaire steuerfrei waren. Von Diktator Mobutu Sese Seko wurde der Kampf außerdem als Werbemaßnahme für sein Land und ganz Afrika finanziert. Der Preis war mit zehn Millionen US-Dollar sehr hoch dotiert. Als Teil des Rahmenprogramms veranstaltete der Promoter King ein Großkonzert, bei dem unter anderem Miriam Makeba, James Brown, B. B. King, The Spinners und The Crusaders auftraten.
Der Kampf war ursprünglich für den 25. September angesetzt. Wegen einer Verletzung Foremans – ein Cut an der rechten Augenbraue, den er sich während des Trainings beim Zusammenstoß mit den zum Schutz erhobenen Ellenbogen eines Sparringspartners zugezogen hatte – wurde der Kampf um einen Monat verschoben. Als Termin wurde schließlich der 30. Oktober gewählt, um vier Uhr morgens, damit die US-amerikanischen Fernsehzuschauer aufgrund der Zeitverschiebung den Kampf live schauen konnten.

### Ausgangssituation

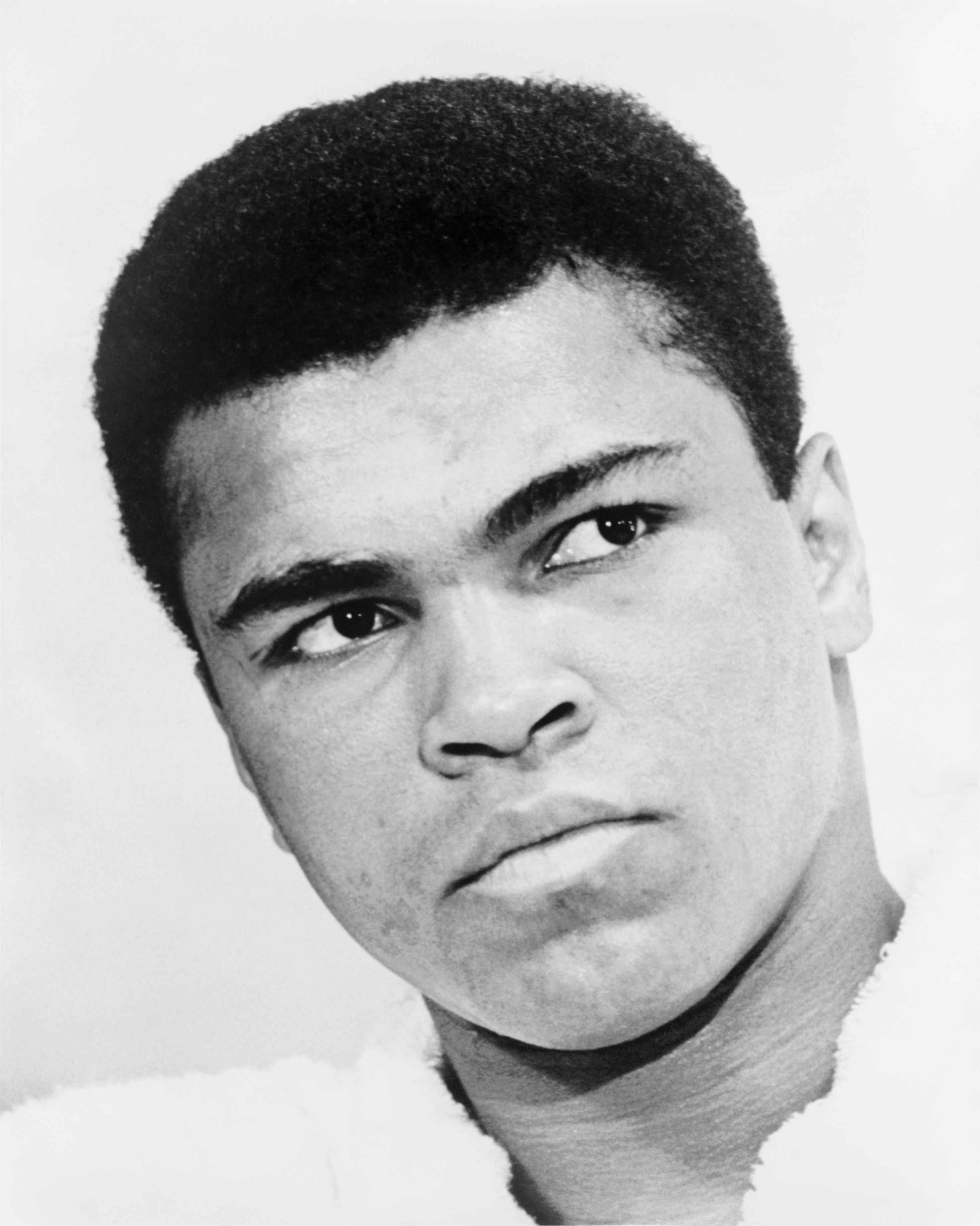
Mohammad Ali (1967)

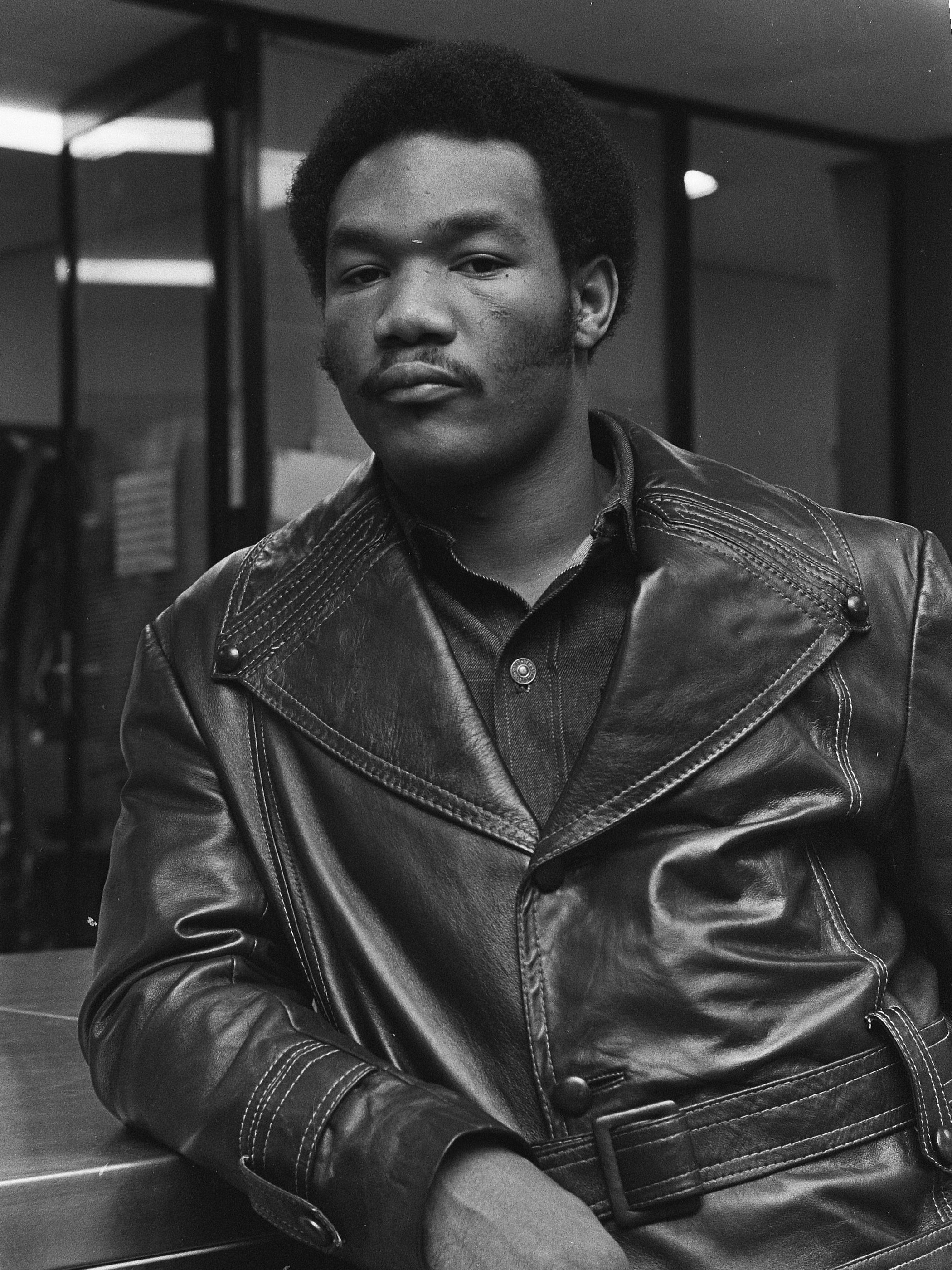
Weltmeister George Foreman galt bis zum Rumble in the Jungle als nahezu unbesiegbar (Foto von 1973)

Der amtierende Schwergewichts-Weltmeister George Foreman galt vor dem Kampf als klarer Favorit, bei den Buchmachern führte er mit einer Wettquote von 3:1. Foreman, Olympiasieger von 1968 und mit 25 Jahren im besten Boxalter, war bis zum Zeitpunkt des Kampfes in 40 Profikämpfen ungeschlagen (37 K. o.) und hatte neun seiner letzten zehn Kämpfe durch K. o. in den ersten beiden Runden gewonnen, darunter auch seinen Weltmeisterschaftskampf gegen Joe Frazier. Sein Boxstil war ganz auf seine Fähigkeit ausgerichtet, mit seiner großen Reichweite wuchtige, extrem harte Schläge auszuteilen, im Zweifelsfall auch auf Kosten der eigenen Deckung – ein klassischer „Puncher“, der auf Wirkungstreffer und einen K. o. seines Gegners setzte.
Muhammad Ali, Olympiasieger von 1960 und Weltmeister von 1964 bis zur Aberkennung 1967, war bereits 32 Jahre alt und hatte seit seinem Comeback 1970 bereits zwei Punktniederlagen erlitten, 1971 gegen Frazier und 1973 gegen Ken Norton, gegen den Foreman seinen Titel mühelos verteidigt hatte. Alis Siege in den Rückkämpfen gegen Frazier und Norton waren lediglich knappe Punktsiege. Alis Boxstil beruhte darauf, den Gegner auf Distanz zu halten und in geeigneten Momenten schnelle Schläge oder Kombinationen gegen den Kopf des Gegners anzubringen. Zwar gilt ein solcher Konterstil generell als vorteilhaft gegen einen Puncher wie Foreman (und nachteilig gegen schnell schlagende Angriffsboxer wie Frazier und Norton), dennoch gingen die meisten Experten für den anstehenden Kampf von einem schnellen und deutlichen K. o. gegen Ali aus.
Körperlich waren sich beide Boxer sehr ähnlich – gleich groß (1,91 m) und fast genau gleich schwer (Foreman 100 kg, Ali 98 kg), bei ebenfalls ähnlicher Reichweite (Armspannweite Foreman 1,99 m, Ali 1,98 m).
Wie üblich kam es auf Seiten Alis zu psychologischen Spielchen und gereimten Sprüchen:

“I’ve done something new for this fight. I’ve wrestled with an alligator, I’ve tussled with a whale, I did handcuff lightning, and threw thunder in jail. I’m bad. Last week I’ve murdered a rock, injured a stone and hospitalized a brick. I’m so mean I make medicine sick. Last night I cut the light off in my bedroom, hit the switch and was in bed before room was dark. I’m so fast man I can run through a hurricane and don’t get wet. When George Foreman meets me he’ll pay his debt. I can drown and drink the water and kill a dead tree, wait ’til you see Muhammad Ali.”

„Ich habe Neues für diesen Kampf getan. Ich habe mit einem Alligator gerungen, mit einem Wal gerauft, dem Blitz Handschellen angelegt und den Donner eingekerkert. Ich bin böse. Letzte Woche hab’ ich einen Felsen ermordet, einen Stein verletzt und einen Ziegel krankenhausreif geprügelt. Ich bin so gemein, dass ich selbst Medizin krank mache. Letzte Nacht betätigte ich den Lichtschalter in meinem Schlafzimmer und war im Bett, bevor der Raum dunkel war. Ich bin so schnell, dass ich durch einen Hurrikan laufen kann, ohne nass zu werden. Wenn George Foreman auf mich trifft, wird er seine Schulden bezahlen. Ich kann untergehen und dabei das Wasser austrinken und einen toten Baum töten, wartet, bis ihr Muhammad Ali seht.“

Auf die in einer Pressekonferenz gestellte Frage, was er speziell gegen Foreman habe, antwortete er: „He talks too much“ („Er redet zu viel“).

### Sympathien in der Bevölkerung
Foreman verdarb sich Sympathien, da er mit einem Deutschen Schäferhund auftrat, was die einheimische Bevölkerung an die belgische Polizei der Kolonialzeit erinnerte, und wurde als ignoranter, arroganter US-Amerikaner gesehen.
Ali hingegen brachte die Fans durch Charisma und Kontaktfreudigkeit mit den Menschen auf der Straße – besonders zu den Kindern – auf seine Seite. Er schaffte es, sich als intellektuelle und kulturelle Ikone darzustellen und dadurch die schwarze Bevölkerung hinter sich zu vereinen, nicht zuletzt weil er die Bürgerrechtsbewegung der Afroamerikaner in den 1960er Jahren unterstützt, in den USA öffentlich den Vietnamkrieg abgelehnt und den Dienst an der Waffe verweigert hatte – was in den USA eine Straftat war, da es das Recht der Kriegsdienstverweigerung in den USA nicht gab. Dies ging so weit, dass Ali mit dem Ruf „Ali, boma ye!“ („Ali, töte ihn!“) angefeuert wurde.

## Der Kampf
Der Kampf war ursprünglich auf den 25. September angesetzt, doch acht Tage zuvor wurde Foreman von seinem Sparringpartner Bill McMurray unabsichtlich über dem rechten Auge verletzt und musste die Wunde mit elf Stichen zunähen lassen, worauf der Termin auf den 30. Oktober verschoben wurde. Der Kampf war 4 Uhr früh Ortszeit angesetzt, damit er in den USA zur besten Sendezeit (ab 22 Uhr) übertragen werden konnte. Als er um 04:30 Uhr begann, lag die Temperatur bei 30 °C, die Luftfeuchtigkeit bei etwa 90 %. Entgegen vielen populären Darstellungen kontrollierte Ali weitgehend den Kampfverlauf und führte auch bei allen drei Kampfrichtern nach Punkten, bevor er den Kampf durch K. o. für sich entschied. Entsprechend den Boxstilen beider Kämpfer boxte Foreman fast durchgehend offensiv und versuchte, mit wuchtigen Cross-Schlägen Wirkungstreffer gegen Alis Kopf und Körper zu erzielen, während Ali schnelle, aus der Defensive vorgebrachte Jabs gegen Foremans Kopf schlug.
In der ersten Runde bewegte Ali sich wie erwartet viel, um Foremans Schlägen auszuweichen und selbst mit schnellen Schlägen oder 1-2-Kombinationen Foremans Kopf zu treffen, um dann durch Klammern von Foremans Nacken den Schlagabtausch zu unterbrechen. Foreman suchte im Vorwärtsgang eben diesen Schlagabtausch und hielt immer mit der Ringmitte im Rücken auf Ali zu, um ihm den Weg abzuschneiden und ihn in die Ecke zu drängen. Dadurch war Ali gezwungen, deutlich weitere Wege zu gehen als Foreman, was Ali auf die Dauer ermüden musste und zum Ändern seiner Taktik brachte. Ab der zweiten Runde bewegte Ali sich weniger durch den Ring, sondern hielt sich vermehrt an den Seilen und in den Ecken auf und nutzte die elastischen Seile, um durch Zurücklehnen oder Aufrichten die Distanz zu Foreman zu kontrollieren. Da für jede Schlagtechnik die korrekte Distanz von großer Bedeutung für die Wirkung ist, nahm er damit Foremans Schlägen viel von ihrer Wucht und konnte sich für seine Gegenangriffe immer wieder in die passende Position bringen.
Obwohl Alis Trainer Angelo Dundee ihm immer wieder zurief, er solle von den Seilen weg, behielt Ali diese Taktik den restlichen Kampf über bei: Er blieb viel an den Seilen, hielt seinen Kopf außer Reichweite von Foremans Schlägen und setzte immer wieder schnelle Gegenangriffe auf Foremans Kopf. Foreman schlug vermehrt gegen Alis Rumpf, wurde dabei aber immer wieder durch Konter und Ausweichbewegungen gestört, und seine Treffer erzielten wenig Wirkung. Gleichzeitig band Ali Foreman immer wieder, indem er mit einer Hand seinen Nacken hielt und Druck ausübte; Ali nutzte diese Gelegenheiten, um Foreman mit Worten zu reizen. Foreman fand kaum Gelegenheit, sich Ali für wuchtige, wirkungsvolle Schläge zurechtzulegen, obwohl er andauernd darauf hinarbeitete. Ab der vierten Runde zeigten sich die Spuren von Alis Gegenangriffen in Foremans Gesicht. Nach der vierten Runde prognostizierte John Daly, Co-Promotor der Kampfes, dem HBO-Kommentator Bob Sheridan, Ali werde den Kampf innerhalb der nächsten vier Runden gewinnen.
Ab der fünften Runde ließ das Tempo des Kampfes etwas nach. Beide Kämpfer, vor allem aber Foreman, waren langsamer auf den Beinen, Ali nahm nun an den Seilen häufiger die Deckung hoch und beschränkte seine Gegenangriffe mehr auf das Rundenende. Nachdem Foreman in der fünften Runde viele wuchtige Schläge gegen Alis Körper gesetzt hatte, nur um gegen Rundenende einige harte Kopftreffer einzustecken, ließ seine Schlagkraft in den letzten Runden nach und er suchte wieder vermehrt Kopftreffer, scheiterte aber an Alis Deckung. Nach sieben Runden führte Ali auf allen drei Punktzetteln: Für Ringrichter Zach Clayton stand es nach Runden 4 – 2 – 1 (Ali – Foreman – unentschieden), für Punktrichter Nourridine Adalla 3 – 0 – 4, für Punktrichter James Taylor 4 – 1 – 2.
In der achten Runde hatte Foremans Koordination sichtlich nachgelassen, seine Schläge kamen deutlich unpräziser und hatten kaum noch Wucht. Als er fast die gesamte Runde damit verbracht hatte, Alis Deckung und Rumpf mit schwach geschlagenen Attacken anzugreifen, nutzte Ali 15–20 Sekunden vor Schluss Foremans müde Arme und kaum vorhandene Deckung für mehrere Einzelschläge und dann eine harte Kombination von 5 Schlägen gegen Foremans Kopf, nach der Foreman einige Momente taumelte und dann zu Boden ging. Er blieb kurz benommen liegen, erhob sich zwar wieder, war aber bereits ausgezählt, bevor er wieder richtig stand. Ali hatte den Kampf gewonnen und als zweiter Schwergewichtler nach Floyd Patterson einen Titel zurückerobert – entgegen dem ungeschriebenen Gesetz „They never come back“.

## Mythos und Wirklichkeit
In populären Darstellungen wird oft beschrieben, wie ein eigentlich unterlegener Muhammad Ali durch die Strategie, sich in die Ringseile zu hängen und dadurch Foremans Schläge abzufedern, den jüngeren Weltmeister sich müde schlagen ließ („Rope-a-Dope“), um ihn dann in einem plötzlichen Comeback k.o. zu schlagen: „Foreman, der Muhammad Ali seit Minuten schon durch den feuchtnassen Boxring prügelt, immer wieder Treffer setzt, ins Gesicht, auf den Torso, Runde um Runde, Schlag um Schlag. […] Ali windet sich in den Ringseilen und kassiert und kassiert und kassiert. […] Zum ersten Mal sieht man in Alis Gesicht die Angst vor der Niederlage – obwohl der sich nach jeder hoffnungslos verlorenen Runde feiern lässt.“
Dies verfälscht nicht nur den Kampfverlauf, es gibt auch wesentliche Elemente des Kampfes wie Alis Taktik falsch wieder. Ali hing eben nicht passiv in den Seilen, sondern bewegte sich ständig und fuhr immer wieder Gegenangriffe, so dass George Foreman kaum Gelegenheit hatte, wirkungsvolle Schläge ins Ziel zu bringen. Bei einem weniger aktiven Gegner wäre das für Foreman kein Problem gewesen. Umgekehrt kassierte Ali gegen einen Gegner wie Joe Frazier, der hauptsächlich auf kurze Distanz mit Hakenschlägen (Hooks) angriff und dem man dadurch kaum an den Seilen ausweichen konnte, mit seiner Taktik viele Wirkungstreffer. Außerdem dämpfen Ringseile die Wirkung der Schläge kaum – die Schlagwirkung beruht auf der plötzlichen Übertragung der Kraft und den daraus resultierenden Folgen auf das Gewebe, nicht darauf, den gesamten Körper des Gegners in Bewegung zu setzen.
Die Entstehung dieses Narrativs wurde von mehreren Faktoren gefördert. So widersprach der gesamte Kampfverlauf vielen Erwartungen: Ali tanzte Foreman nicht aus, sondern ging an die Seile, also dorthin, wo Foreman ihn haben wollte (Foreman hatte vor dem Kampf explizit darauf trainiert, einem Gegner im Ring den Weg abzuschneiden). Foreman traf Ali mit seinen gefürchteten Schlägen, aber sie zeigten bei Ali kaum Wirkung. Zudem war Foreman den Kampf über ständig im Vorwärtsgang, wirkte auf den ersten Blick wie der überlegene Kämpfer. Der K. o. durch Ali war das glatte Gegenteil des erwarteten Ergebnisses – Foreman hatte wegen seiner vielen schnellen K.-o.-Siege auch gegen Weltklasse-Boxer als kaum besiegbar gegolten. All diese unerwarteten Faktoren verlangten nach einer unerwarteten Erklärung. Alis Selbstvermarktung als Entwickler einer revolutionären Strategie lieferte sie.

## Rezeption
Der Dokumentarfilm When We Were Kings über den Boxkampf erhielt 1997 den Oscar für den besten Dokumentarfilm. Er zeigt Interviews der US-amerikanischen Schriftsteller und Kampfbeobachter Norman Mailer und George Plimpton sowie Aufnahmen des Konzertes in Kinshasa. Ein Lied der Fugees mit dem Titel Rumble in the Jungle erschien im gleichen Jahr als Soundtrack zum Film, es erreichte Platz drei der britischen Singlecharts.
Der biografisch angelegte Film Ali von 2001 gibt diesem Kampf ebenfalls viel Raum und stellt ihn als Finale in Alis Lebenswerk dar.
Norman Mailer schrieb darüber das Buch The Fight.
Der Hit In Zaire (1976 in den Charts) von Johnny Wakelin handelt ebenfalls von diesem Kampf und er ist namensgebend für Ali in the Jungle von The Hours.
Zum Tod Alis zeigte die ARD eine Sondersendung mit dem kompletten Kampf und einem Interview aus dem Jahr 2000, das von Ben Wett geführt wurde.